# Egon Franke
Egon Franke   (Gliwice, 23 d'octubre de 1935 - Torí, 30 de març de 2022) fou un tirador d'esgrima polonès, especialista en floret, que va competir durant la dècada de 1960.
El 1960 va prendre part en els Jocs Olímpics d'Estiu de Roma, on quedà eliminat en quarts de final en la prova del floret per equips. Quatre anys més tard, als Jocs de Tòquio, va disputar dues proves del programa d'esgrima. En la del floret individual va guanyar la medalla d'or, mentre en la del floret per equips guanyà la de plata. El 1968, als Jocs de Ciutat de Mèxic, va guanyar la medalla de bronze en la prova del floret per equips.
En el seu palmarès també destaquen vuit medalles al Campionat del Món d'esgrima, una d'or, dues de plata i cinc de bronze, entre les edicions de 1961 i 1967. A nivell nacional guanyà el campionat de Polònia de floret de 1962, així com tres campionats per equips.